# Blasconurella
Genre
Blasconurella est un genre de collemboles de la famille des Neanuridae.

## Distribution
Les espèces de ce genre se rencontrent en Asie du Sud-Est.

## Liste des espèces
Selon Checklist of the Collembola of the World (version du 15 octobre 2019) :
- Blasconurella arcuata Deharveng & Bedos, 1992
- Blasconurella intermedia Deharveng & Bedos, 1992
- Blasconurella lobata Deharveng & Bedos, 1992
- Blasconurella palmata Deharveng & Bedos, 1992
- Blasconurella quinquesetosa Deharveng & Bedos, 1992

## Publication originale
- Deharveng & Bedos, 1992 : Blasconurella, a new genus of Neanurinae (Insecta Collembola) from Thailand, with five new species. Tropical Zoology, vol. 5, no 2, p. 299-311.